# Rosemar Coelho Neto
Rosemar Coelho Neto (Brasil, 2 de enero de 1977) es una atleta brasileña, especializada en la prueba de 4 x 100 m en la que llegó a ser medallista de bronce olímpica en 2008.

## Carrera deportiva
En los JJ. OO. de Pekín 2008 ganó la medalla de bronce en los relevos 4 x 100 metros, con un tiempo de 43.14 segundos, llegando a meta tras Bélgica y Nigeria, siendo sus compañeras de equipo: Lucimar de Moura, Thaissa Presti y Rosangela Santos.